# Pedra, paper, tisora, llangardaix, Spock

Diagrama que explica els possibles resultats de jocs

Diagrama que mostra les posicions de les mans de cada personatge. Seguint les agulles del rellotge i començant des de dalt: tisora, paper, pedra, llangardaix, Spock

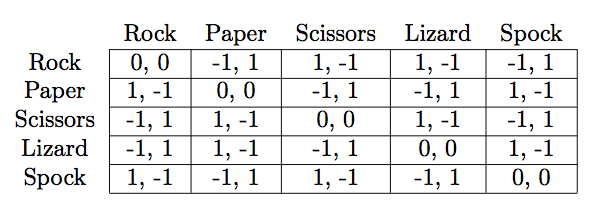
La matriu de forma normal de Pedra, paper, tisora, llangardaix, Spock. Les files representen les diferents eleccions possibles del jugador 1 i les columnes les eleccions escollides pel jugador 2. Els nombres de les caselles mostren la utilitat per cada jugador

Pedra, paper, tisora, llangardaix, Spock és una expansió dels clàssics mètode de selecció de joc de pedra, paper, tisora. Funciona amb el mateix principi bàsic, però inclou dues armes addicionals: el llangardaix (format per la mà com una boca mitjó-titella-like) i Spock (format per la salutació de Star Trek Vulcan). Això redueix les possibilitats d'un final rodó en un empat (de 01.03 a 01.05). El joc va ser inventat per Sam Kass amb Karen Bryla, com "Rock Paper Scissors Spock Lizard". El joc ha estat esmentat en quatre episodis de The Big Bang Theory. D'acord amb una entrevista amb Kass, els productors de la sèrie no li van demanar permís per a utilitzar el joc; però més endavant, en l'episodi "The Rothman Disintegration" de la cinquena temporada, sí que hi van fer referència, cosa que els va agrair al seu lloc web.

## Regles
Cada jugador escull una forma de la mà, llavors tots els jugadors mostren les seves opcions a la vegada. El guanyador és el qui venç els altres. Les regles de pedra, paper, tisora, llangardaix, Spock són: 
- Tisora talla paper
- Paper tapa pedra
- Roca aixafa llangardaix
- Llangardaix enverina Spock
- Spock trenca tisora
- Tisora decapita llangardaix
- Llangardaix menja paper
- Paper desautoritza Spock
- Spock vaporitza Roca
- Roca aixafa tisora

Hi ha quinze possibles aparellaments dels cinc gestos. Cada gest guanya dos dels altres gestos i és vençut pels dos restants. En un empat, el procés es repeteix fins que es trobi un guanyador. Les regles originals (pedra trenca tisores, tisores tallen paper, paper embolica pedra) segueixen sent els mateixos.